# 알마운
수라 알마운(아랍어: سورة الماعون 알마운[*])은 꾸란의 107번째 수라이다.
꾸란의 107번째 수라에서는 이슬람의 위선과 위선자에 대한 묘사를 하고 있다.

## 번역

### 한국어 변역
- 내세를 부정하는 자를 그대는 알았느뇨
- 그는 고아를 학대하고
- 불쌍한 자에게 음식을 제공하지 아니한 자이니
- 위선적인 기도를 행하는 자들에게 재앙이 있을 것이라
- 이들은 그들의 기도생활을 태만히 하면서
- 남에게 보이기 위해 위선적으로 기도하는 자들로
- 필요로 하는 사람들에게 인색한 자들이라

### 다언어 번역
107:1
أَرَأَيْتَ الَّذِي يُكَذِّبُ بِالدِّينِ
أرأيت الذي يكذب بالدين
Have you seen the one who denies the Recompense?
내세를 부정하는 자를 그대는 알았느뇨
107:2
فَذَٰلِكَ الَّذِي يَدُعُّ الْيَتِيمَ
فذلك الذي يدع اليتيم
For that is the one who drives away the orphan
그는 고아를 학대하고
107:3
وَلَا يَحُضُّ عَلَىٰ طَعَامِ الْمِسْكِينِ
ولا يحض على طعام المسكين
And does not encourage the feeding of the poor.
불쌍한 자에게 음식을 제공하지 아니한 자이니
107:4
فَوَيْلٌ لِّلْمُصَلِّينَ
فويل للمصلين
So woe to those who pray
위선적인 기도를 행하는 자들에게 재앙이 있을 것이라
107:5
الَّذِينَ هُمْ عَن صَلَاتِهِمْ سَاهُونَ
الذين هم عن صلاتهم ساهون
[But] who are heedless of their prayer -
이들은 그들의 기도생활을 태만히 하면서
107:6
الَّذِينَ هُمْ يُرَاءُونَ
الذين هم يراءون
Those who make show [of their deeds]
남에게 보이기 위해 위선적으로 기도하는 자들로
107:7
وَيَمْنَعُونَ الْمَاعُونَ
ويمنعون الماعون
And withhold [simple] assistance.
필요로 하는 사람들에게 인색한 자들이라
| 이 전 알까흐프 | 수라 107 (아랍어 원문) | 다 음 알카우타르 |
| 1 2 3 4 5 6 7 8 9 10 11 12 13 14 15 16 17 18 19 20 21 22 23 24 25 26 27 28 29 30 31 32 33 34 35 36 37 38 39 40 41 42 43 44 45 46 47 48 49 50 51 52 53 54 55 56 57 58 59 60 61 62 63 64 65 66 67 68 69 70 71 72 73 74 75 76 77 78 79 80 81 82 83 84 85 86 87 88 89 90 91 92 93 94 95 96 97 98 99 100 101 102 103 104 105 106 107 108 109 110 111 112 113 114 |                        |                  |